# Nokia stad
Nokia är en stad i landskapet Birkaland i Finland, med 34 884 invånare och en yta på 347,75 km². I staden finns mjukpappersbruket Nokian Paperi, däcktillverkaren Nokian och bryggeriet Nokian Panimo. Även telekomföretaget Nokia har sitt ursprung i staden. Staden är enspråkigt finsk.
I staden finns en tätort, Siuro och del av tätorten Tammerfors centraltätort.

## Administrativ historik
1 januari 1938 ändrades kommunens namn från Pohjois-Pirkkala till Nokia. 1973 inkorporerades kommunen Suoniemi. Nokia köping ombildades till stad 1977.

## Geografi
I Nokia finns 50 insjöar som tillsammans täcker 17,1 % av kommunens yta. De största sjöarna är Pyhäjärvi, Kulovesi och Teernijärvi.

### Kyrkor
- Nokia kyrka
- Pinsiö kyrka
- Siuro kyrka
- Suoniemi kyrka
- Tottijärvi kyrka

## Politik

### Mandatfördelning i Nokia stad, valen 1976–2021
| 18 | 10 | 5 | 3 |  | 6 |

| 18 | 11 | 4 | 2 |  | 7 |

| 16 | 12 |  |  | 5 |  | 7 |

| 15 | 13 |  | 3 |  |  | 9 |

|  | 14 | 14 | 3 |  | 2 |  | 7 |

| 2 | 12 | 13 | 3 | 3 |  | 9 |

| 3 | 11 | 13 | 3 | 4 |  | 8 |

| 3 | 10 | 13 | 3 | 4 |  | 9 |

| 26 | 17 |

| 3 | 9 | 13 | 6 |  | 3 |  | 14 |

| 31 | 20 |

| 3 | 8 | 13 | 5 | 7 | 3 |  | 11 |

| 34 | 17 |

|  | 9 | 10 | 11 | 4 | 3 |  | 11 |

| 31 | 20 |

| 7 | 9 | 6 | 8 | 2 |  | 10 |

| 21 | 22 |

## Befolkningsutveckling
| Befolkningsutvecklingen i Nokia stad 1975–2020                                                               | Befolkningsutvecklingen i Nokia stad 1975–2020 | Befolkningsutvecklingen i Nokia stad 1975–2020 | Befolkningsutvecklingen i Nokia stad 1975–2020 | Befolkningsutvecklingen i Nokia stad 1975–2020 |
| --- | ---------------------------------------------- | ---------------------------------------------- | ---------------------------------------------- | ---------------------------------------------- |
| |                                                |                                                |                                                |                                                |
| År |                                                |                                                | Folkmängd                                      |                                                |
| 1975 | 1975                                           |                                                | 23 418                                         |                                                |
| 1980 | 1980                                           |                                                | 23 644                                         |                                                |
| 1985 | 1985                                           |                                                | 24 325                                         |                                                |
| 1990 | 1990                                           |                                                | 26 063                                         |                                                |
| 1995 | 1995                                           |                                                | 26 287                                         |                                                |
| 2000 | 2000                                           |                                                | 26 905                                         |                                                |
| 2005 | 2005                                           |                                                | 29 147                                         |                                                |
| 2010 | 2010                                           |                                                | 31 647                                         |                                                |
| 2015 | 2015                                           |                                                | 33 162                                         |                                                |
| 2020 | 2020                                           |                                                | 34 476                                         |                                                |
| Anm: Uppgifterna avser förhållandena den 31 december nämnda år enligt områdesindelningen den 1 januari 2022. |                                                |                                                |                                                |                                                |